# Спасо-Афанасиевский Ярославский монастырь
Спасо-Афанасиевский монастырь — мужской монастырь Ярославской епархии Русской православной церкви, расположенный в историческом центре Ярославля.

## История обители
О времени возникновения монастыря сведений не сохранилось. Первое упоминание относится к 1570 году, в то время игуменом монастыря был Вассиан.
Также известно, что в 1602 году Третьяк Перфильев Переславцев продал за полтину денег «земли своее к Офанасью святому и Кириллу александрийских чудотворцев
игумену Тихону от моево, от Третьякова, частокола вдоль по Пробоиные улицы по горничный угол по старой пень».
В смутное время, когда в городе находилось народное ополчение Минина и Пожарского, в городе вспыхнула эпидемия. Воины ополчения и горожане молились у чтимой иконы Спаса Нерукотворного, располагавшейся в часовне на Пробойной улице, рядом с церковью Афанасия и Кирилла, после чего мор прекратился. По изгнании поляков из России было принято решение о возобновлении на этом месте монастыря. В 1616—1628 годах была выстроена заново деревянная церковь в честь святителей Кирилла и Афанасия Александрийских. Причина постройки храма в честь именно этих святых была обусловлена тем, что они ревностно защищали христианство от ересей, война с Польшей рассматривалась в России в первую очередь как борьба за истинную Православную веру против католицизма. В это же время царь Михаил Фёдорович приписал обители ряд угодий, что обеспечило монастырь материально.
Первый каменный храм в честь Афанасия и Кирилла возвели в 1664 году. В 1676 году к северному фасаду соборной церкви пристроили тёплый храм с колокольней, посвящённый Алексию Московскому. В 1691—1702 годах возвели келейный корпус и каменные стены вдоль Пробойной улицы (высота стен — 5 м, ширина — 1 м), чтобы оградить монастырь, стоящий в центре многолюдного города, от мирской суеты. Стены сохранились до сих пор.
Среди почитаемых святынь обители были частица мощей Кирилла, архиепископа Александрийского, в серебряном ковчежце, образ Святителя Алексия, митрополита Московского, в серебряной ризе и антиминс, освящённый святителем митрополитом Димитрием Ростовским.
В 1768 году монастырь выгорел в большом пожаре. Сгорели кровля и все главы летней и зимней церквей и колокольни, а также все кельи, конюшня и ограда.
В 1764 году Афанасьевская обитель была причислена к заштатным, то есть находящимся на собственном содержании. В 1857 года возведена в степень третьеклассной обители, с этого времени ее настоятели имели сан архимандритов.
Число монашествующих было невелико и никогда не превышало 10 человек; таким образом, Кирилло-Афанасиевский монастырь являлся самым маленьким в епархии. Вместе с тем, монастырь посещался большим количеством паломников и весьма чтился в народе. С 1895 года настоятелем его был епископ угличский, викарий Ярославской епархии. В начале XX века вошло в обычай в ночь на 1 января проводить здесь богослужение, чтобы встречать гражданский Новый год по-христиански, без излишеств.
В 1918 году монастырь сильно пострадал в результате артиллерийского обстрела города Красной армией, один жилой корпус полностью сгорел.
В 1925 году монастырь был закрыт советскими властями и осквернён. В храмах разместилась администрация мебельной фабрики.

## Современное положение монастыря
В 2005 году храмы монастыря вернули Русской православной церкви, келейные корпуса остались в ведении светской организации. Монастырь находился в аварийном состоянии: стены построек разваливались, помещения были завалены грудами мусора, летом в них проживали бездомные. В 2006 году к обители была приписана Ярославская духовная семинария. Усилиями ректора семинарии, архиепископа Ярославского и Ростовского Кирилла к 2010 году удалось расчистить обитель и отреставрировать придел святителя Алексия, митрополита Московского в Кирилло-Афанасиевском храме. С этого времени в приделе регулярно проходят богослужения, в обязательном порядке посещаемые семинаристами.
В 2009 году к монастырю приписали находящуюся рядом Спасо-Пробоинскую церковь.
В июне 2010 года во время богослужения рухнула северная стена монастыря, причём рядом с ней в это время находилась группа рабочих.
С сентября 2010 года наместником обители являлся игумен Феодор (Казанов), настоятель Богоявленского храма Ярославля.
Чтимая икона Спаса Нерукотворного в феврале 1930 года при ликвидации общины поступила в Ярославские реставрационные мастерские, а в октябре 1930-го — в собрание Ярославского краеведческого музея. В 1969 году при выделении Художественного музея из состава краеведческого она вошла в собрание Ярославского художественного музея. 2 апреля 2021 года икона после реставрации возвращена в монастырь.
В 2019 году была восстановлена колокольня церкви Спаса Нерукотворного, которая на протяжении 90 лет оставалась без трёх верхних ярусов, разобранных по решению советских властей в 1929 году. Пятиярусная белоснежная колокольня высотой 34 м стала логичным завершением архитектурного облика всего монастыря.
В ноябре 2019 года на территории монастыря открыт памятник Кузьме Минину и Дмитрию Пожарскому — руководителям Второго народного ополчения. Автор проекта — народный художник России Николай Мухин.
20 ноября 2020 года решением Священного синода переименован в Спасо-Афанасиевский монастырь.

## Архитектура
В первые десятилетия существования монастырь был деревянным. В 1664 году по благословению ростовского митрополита Ионы Сысоевича возвели первую каменную церковь.
Позднее в монастыре возникли ещё каменные постройки. В XVIII веке построили две небольшие каменные башни, одна из которых служила Святыми воротами, в другой была устроена часовня в память об обретении на этом месте чудотворной иконы Спаса Нерукотворного. Башни завершались шпилями с фигурами ангелов с трубами.
В XIX веке появились каменные двухэтажные настоятельские покои с трапезной палатой, две братские кельи.